# William Frawley
William Clement Frawley (Burlington, 26 februari 1887 – Hollywood, 3 maart 1966) was een Amerikaans theater-, film- en televisieacteur. Hij speelde in meer dan 100 films mee maar is het best bekend voor zijn rol als huisbaas Fred Mertz in de legendarische tv-reeks I Love Lucy.

## Jonge leven en carrière
William Frawley werd geboren in Burlington, Iowa als zoon van Michael A. Frawley en Mary E. Brady. Als jongen ging hij naar een katholieke school en zong in het kerkkoor. Toen hij ouder werd speelde hij graag kleine rollen in plaatselijke theaterproducties. Een carrière als acteur leek toch onbereikbaar omdat zijn moeder dit niet zag zitten.
Hij werkte twee jaar voor de Union Pacific Railroad in Omaha, Nebraska. Daarna verhuisde hij naar Chicago en werkte daar voor het gerecht. Hij kreeg een rol in de komische musical The Flirting Princess, tegen de wil van zijn moeder in. Om zijn moeder te plezieren verhuisde hij naar St. Louis, Missouri, om voor een andere treinmaatschappij te gaan werken.
Frawley was niet gelukkig met deze baan en hunkerde naar het toneel. Uiteindelijk besliste hij dat hij niet meer kon weerstaan aan het theater en vormde samen met zijn jongere broer Paul een vaudevillenummer. Zes maanden later riep Bills moeder zijn jongere broer terug naar Iowa. Tijdens deze periode schreef hij het scenario voor het stuk Fun in a Vaudeville Agency waarmee hij meer dan 500 dollar mee verdiende. Hierna verhuisde hij naar Denver, Colorado en werd zanger in een café. Hij bouwde een goede reputatie op samen met pianist Franz Rath. Samen met hun nummer "A Man, a Piano, and a Nut" trokken ze naar San Francisco. Tijdens zijn vaudevillecarrière introduceerde hij liedjes als "My Mammy" "My Melancholy Baby" en "Carolina in the Morning". Vele jaren later, in 1958 nam hij vele van die oude liedjes op LP op met als titel William Frawley Sings the Old Ones.
In 1914 trouwde Frawley met collega Edna Louise Broedt. Ze ontwikkelden samen het nummer "Frawley and Louise", die ze door het hele land speelden. Het werd beschreven als lichte komedie met zingen, dansen en geklets. Het stel ging in 1921 uit elkaar, hoewel de scheiding pas in 1927 definitief werd. Frawley begon een carrière op Broadway van 1925 tot 1933.
In 1916 verscheen Frawley in twee korte stomme films. Later speelde hij nog in drie korte films mee maar het was pas in 1933 dat hij een acteercarrière in de filmindustrie uitbouwde. Het verhuisde naar Los Angeles en tekende een contract bij Paramount Pictures. Hij kreeg vele verschillende rollen in diverse genres. Een erg bekende film is Miracle on 34th Street uit 1947.

## Televisie

### I Love Lucy
Tegen 1951 had Frawley al in meer dan honderd films meegespeeld. Maar de rollen werden schaarser. Frawley dronk graag alcohol en de filmstudio's zagen dat als een zwak punt. Toen hij hoorde dat Desi Arnaz en Lucille Ball acteurs zochten voor een nieuwe sitcom greep hij zijn kans voor de rol van Fred Mertz.
Acteur Gale Gordon, een vriend van Lucille Ball was de eerste keuze om het personage te spelen maar hij had andere contractuele verplichtingen en was onbeschikbaar. Op een avond telefoneerde Frawley naar Ball om te vragen wat zijn kansen waren. Ball was erg verrast om van hem te horen, ze kende hem nauwelijks. Zowel Ball als Arnaz vond het een goed idee om de filmveteraan in te zetten voor de rol van Fred Mertz. De omroep CBS was minder enthousiast en waarschuwde Desi over het zware drinken en labiliteit van Frawley. Arnaz bracht Bill meteen op de hoogte en zei hem dat als hij te laat op het werk was, dronken of niet in staat was om te acteren, met uitzondering van ziekte dat hij meteen uit de serie zou geschreven worden. Frawley hield zich aan de afspraak en verscheen nooit dronken op de set. Hij kende zijn tekst zelfs na ze één keer gelezen te hebben en werd een van de beste vrienden van Desi Arnaz.
I Love Lucy, dat op 15 oktober 1951 debuteerde was een groot succes dat zes jaar lang liep. Tussen 1957 en 1960 werden er nog een aantal voorstellingen gemaakt die een uur lang duurden, getiteld The Lucy-Desi Comedy Hour. Vivian Vance speelde Freds vrouw Ethel Mertz. Hoewel de chemie tussen beide personages op het scherm heel goed was, konden ze elkaar in het echte leven niet uitstaan. De ruzie begon nadat Vance klaagde dat ze de vrouw moest spelen van iemand die 22 jaar ouder was en dat Frawley beter haar vader had kunnen spelen in plaats van haar man. Frawley was erg beledigd en vergaf het haar nooit. Hij zei eens over haar "het is een van de beste meisjes uit Kansas, en ik wenste dat ze daar terug naartoe gaat."
Als onvoorwaardelijke New York Yankees fan (honkbal) had Frawley het in zijn I Love Lucy contract laten opnemen dat hij nooit zou moeten werken tijdens de World Series als de Yankees moesten spelen. Hij werd vijf keer genomineerd voor een Emmy Award in de categorie "Beste mannelijke bijrol" (1953, 1954, 1955, 1956 en 1957).
In 1960 werd aan Frawley en Vance een spin-offserie aangeboden die om hun personages Fred en Ethel draaide. Ondanks de gespannenheid tussen hen zag Frawley het als een lucratieve kans en hij aanvaardde het voorstel maar Vance wees het aanbod af en de plannen werden opgeborgen.

### My Three Sons
Zijn volgende grote rol was die in de reeks My Three Sons op zender ABC (later CBS). Hij speelde grootvader Michael Francis "Bub" O'Casey. De serie startte in 1960 en de hoofdrol werd gespeeld door Fred MacMurray, een weduwnaar met drie opgroeiende kinderen.
Hij zei dat hij het nooit gemakkelijk vond om niet alles in opeenvolging te spelen zoals hij altijd gedaan had bij I Love Lucy. Het hele seizoen werd zo geregeld dat ster Fred MacMurray al zijn scènes kon draaien in een intensieve werkperiode van twee weken. Frawley en de andere acteurs werkten de rest van het jaar aan de andere scènes.
Door zijn slechtere gezondheid werd hij na vijf jaar uit de serie geschrapt. Omdat hij een onzekere factor werd, werd hij in de reeks door acteur William Demarest.

## Overlijden
Frawleys laatste televisieoptreden was in oktober 1965 toen hij een cameo had in Balls tweede reeks, The Lucy Show. Op 3 maart 1966 kreeg de 79-jarige acteur een hartaanval terwijl hij op Hollywood Boulevard liep nadat hij een film had gezien. Hij werd naar het dichtbijgelegen Knickerbocker Hotel gedragen door zijn mannelijke verpleger die al voor hem werkte sinds hij prostaatkanker had gehad, meer dan een jaar eerder. Daarna werd hij naar het Hollywood Receiving Hospital gevoerd waar hij dood verklaard werd. Lucille Ball zei: "Ik heb een van mijn dierbaarste vrienden verloren en de showbusiness heeft een van zijn grootste acteurs verloren. Zij die hem kenden en van hem hielden zullen hem missen." Hij is begraven in het San Fernando Mission Cemetery in Mission Hills, Los Angeles. Voor zijn filmwerk kreeg hij een ster op de Hollywood Walk of Fame bij 6322 Hollywood Boulevard.
Kort na zijn dood betaalde Desi Arnaz voor een volledige pagina in de The Hollywood Reporter. Het was een foto van Frawley en de belangrijke gebeurtenissen uit zijn leven.